# Gulnaz Dadashova
Gulnaz Dadashova, azerb. Gülnaz Mahir qızı Dadaşova (ur. 21 marca 1975 w Baku) – azerbejdżańska naukowczyni, profesor i doktor nauk medycznych.

## Życiorys
Dadashova urodziła się 21 marca 1975 roku w Baku. Jej rodzice byli nauczycielami. Ukończyła Liceum Ogólnokształcące nr 191, gdzie na zakończenie szkoły otrzymała medal. W 1992 roku rozpoczęła studia na wydziale profilaktyki i leczenia Azerbejdżańskiego Uniwersytetu Medycznego, gdzie w 1998 roku uzyskała tytuł licencjata. W latach 1999–2000 odbyła staż kardiologiczny w Szpitalu Kolejowym w Baku. W latach 2002–2005 ukończyła studia magisterskie na wydziale farmakologii klinicznej Azerbejdżańskiego Uniwersytetu Medycznego. Stopień naukowy doktora nauk medycznych uzyskała w 2008 roku po obronie pracy naukowej pt. „Optymalizacja leczenia nadciśnienia tętniczego u kobiet po menopauzie”. W 2016 roku otrzymała tytuł profesora nadzwyczajnego. W 2018 roku obroniła pracę naukową „Płciowa charakterystyka przewlekłej niewydolności serca, możliwości poprawy diagnostyki i farmakoterapii, określenie rokowania i przewidywania przeżycia” i uzyskała stopień naukowy doktora nauk medycznych. Studia magisterskie ze specjalizacją lekarza-kardiologa rozpoczęła w 2019 roku na Uniwersytecie w Zurychu w Szwajcarii. W 2022 roku ukończyła także Podyplomowe Studium Niewydolności Serca (ang. Postgraduate Course of Heart Failure, w skrócie PCHF) na tej samej uczelni.

## Kariera naukowa
Gulnaz Dadashova rozpoczęła swoją karierę w 2006 roku jako starszy asystent laboratoryjny w Naukowo-Badawczym Instytucie Kardiologii im. J. Abdullayeva, a od 2014 roku kontynuuje pracę jako starszy pracownik naukowy w oddziale niewydolności serca. 21 września 2018 r. została powołana na stanowisko dyrektora tego instytutu i pełni tę funkcję do chwili obecnej.
Jest autorką około 100 prac naukowych. Występowała jako prelegentka na wielu krajowych i międzynarodowych konferencjach naukowych.
Prowadziła działalność naukową dotyczącą różnic płciowych w układzie renina-angiotensyna-aldosteron u pacjentów z nadciśnieniem tętniczym i ich związku z czynnikami humoralnymi, płciową charakterystyką czynników ryzyka rozwoju, wieku i różnic płciowych w ciężkości i genezie przewlekłej niewydolności serca oraz prowadziła badanie naukowe dotyczące wpływu moksonidyny oraz połączenia moksonidyny z iwabradyną na parametry insulinooporności u pacjentów z zespołem metabolicznym. Prowadziła badania naukowe nad płciowymi cechami stanu klinicznego i psychoemocjonalnego pacjentów z przewlekłą niewydolnością serca.
W wyniku swojej działalności naukowej bada różnice płciowe i wiekowe w leczeniu przewlekłej niewydolności serca w stadium szpitalnym obserwacyjnym oraz różnice płciowe w dynamice kliniczno-czynnościowej; stan psychoemocjonalny serca, parametry morfologiczne i czynnościowe u pacjentów z przewlekłą niewydolnością serca po zawale mięśnia sercowego, na tle różnych opcji leczenia farmakologicznego oraz różnic płciowych w stanie kliniczno-czynnościowym i psychoemocjonalnym serca. Badała też parametry czynnościowe u pacjentów z przewlekłą niewydolnością serca po przebytym zawale mięśnia sercowego.